# لوک پاسکالینو
لوک پاسکالینو (انگلیسی: Luke Pasqualino؛ زادهٔ ۱۹ فوریهٔ ۱۹۸۹) هنرپیشه اهل کشور بریتانیا است.

## بخشی از فیلمشناسی
- اسکینز (۲۰۰۹-۱۰)
- شبح (۲۰۱۲)
- برف‌شکن (۲۰۱۳)
- تفنگدارها (۲۰۱۴-)